# A nagy ugrás (televíziós sorozat)
A nagy ugrás (eredeti cím: The Big Leap) 2021-es amerikai vígjáték, amelyet Liz Heldens alkotott. A főbb szerepekben Scott Foley, Simone Recasner, Ser’Darius Blain, Jon Rudnitsky és Raymond Cham Jr. látható.
Amerikában a Fox mutatta be 2021. szeptember 20-án. Magyarországon 2022. június 14-én lesz elérhető a Disney+-on.
2022 márciusban bejelentették, hogy nem lesz második évad.

## Ismertető
Különböző sorsú emberekből álló csoport megpróbálják megváltoztatni az életüket azzal, hogy részt vesznek egy táncos valóságshow versenyen.

## Szereplők

### Főszereplők
| Szereplő          | Színész           | Magyar hang     |
| ----------------- | ----------------- | --------------- |
| Nick Blackburn    | Scott Foley       | Rajkai Zoltán   |
| Gabby Lewis       | Simone Recasner   | Nádasi Veronika |
| Reggie Sadler     | Ser’Darius Blain  | Pál Tamás       |
| Mike Devries      | Jon Rudnitsky     | Szatory Dávid   |
| Justin Reyes      | Raymond Cham Jr.  | Szabó Máté      |
| Monica Suillvan   | Mallory Jansen    | Dobó Enikő      |
| Wayne Fontaine    | Kevin Daniels     | Bognár Tamás    |
| Brittney Lovewell | Anna Grace Barlow | Roatis Andrea   |
| Simon Lovewell    | Adam Kaplan       | Ágoston Péter   |
| Paula Clark       | Piper Perabo      | Peller Anna     |
| Julia Perkins     | Teri Polo         | Haumann Petra   |

### Mellékszereplők
| Szereplő | Színész      | Magyar hang           |
| -------- | ------------ | --------------------- |
| Linus    | Brett Tucker | Gubányi György István |

### Magyar változat
- Magyar szöveg: Szabó Emese Imola (1x01-02), Erős Ágnes (1x03-04), Frenkel Gergely (1x05-06), Varga Zsuzsa (1x07-08), Mihályi Dávid (1x10-11)
- Hangmérnök: Horváth Zoltán
- Vágó: Horváth Zoltán (1x01-06, 9), Gulya Sándor (1x07-08, 10-11)
- Gyártásvezető: Lajtai Erzsébet
- Szinkronrendező: Wessely-Simonyi Réka
- Produkciós vezető: Máhr Rita

A szinkront az SDI Media Hungary készítette.

## Epizódok
| #   | #   | Eredeti cím                  | Magyar cím | Rendező                 | Író                           | Eredeti premier      | Magyar premier   |
| --- | --- | ---------------------------- | ---------- | ----------------------- | ----------------------------- | -------------------- | ---------------- |
| 1.  | 1.  | I Want You Back              |            | Jason Winer             | Liz Heldens                   | 2021. szeptember 20. | 2022. június 14. |
| 2.  | 2.  | Classic Tragic Love Triangle |            | Jason Winer             | Liz Heldens                   | 2021. szeptember 27. | 2022. június 14. |
| 3.  | 3.  | The White Swan Lives!        |            | Gail Mancuso            | Matt Ward                     | 2021. október 4.     | 2022. június 14. |
| 4.  | 4.  | Nothing But Money Shots      |            | Rachel Raimist          | Sarah TapscottIII             | 2021. október 11.    | 2022. június 14. |
| 5.  | 5.  | We Were Just Babies          |            | Charles Randolph-Wright | Britta Lundin                 | 2021. október 18.    | 2022. június 14. |
| 6.  | 6.  | I Should Have Gone To Motown |            | Erin O'Malley           | Dennis Saldua                 | 2021. október 25.    | 2022. június 14. |
| 7.  | 7.  | Revenge Plot                 |            | Kimmy Gatewood          | Franki Butler                 | 2021. november 1.    | 2022. június 14. |
| 8.  | 8.  | Big Dumb Life                |            | Garry A. Brown          | Adam Pulver és Jamie Savarese | 2021. november 8.    | 2022. június 14. |
| 9.  | 9.  | What Prevents Us?            |            | Jude Weng               | Jessica Lee Williamson        | 2021. november 15.   | 2022. június 14. |
| 10. | 10. | Swan Song                    |            | Gail Mancuso            | Dennis Saldua és Matt Ward    | 2021. november 29.   | 2022. június 14. |
| 11. | 11. | We Make Our Own Light        |            | Jason Winer             | Liz Heldens és Britta Lundin  | 2021. december 6.    | 2022. június 14. |

## A sorozat készítése
2020. január 28-án a Fox berendelt egy próbaepizódot, amit Liz Heldens alkotott. A Fox 2021. április 28-án berendelte az első évadot.

### Forgatás
A próbaepizód forgatása 2020. december 2-án kezdődött. 2020. december 18-án a forgatást ideiglenesen felfüggesztették a stábtagok pozitív Covid19 teszteredményei miatt. A próbaepizódot Chicagoban és Jolietben forgatták.